# Franz Wiedemeier

Franz Wiedemeier

Franz Wiedemeier (* 1. Mai 1890 in Steinheim in Westfalen; † 8. September 1970 in Ulm) war ein deutscher Politiker des Zentrums und der CDU.

## Ausbildung und Beruf
In seiner Kindheit besuchte Wiedemeier die Volksschule in Steinheim in Westfalen. Von 1904 bis 1908 erlernte er das Tischlerhandwerk. Anschließend übte er seinen Beruf bis zum Ausbruch des Ersten Weltkrieges im In- und Ausland aus. Während dieser Zeit bildete er sich durch den Besuch von Fach- und Volkshochschulen und durch die Teilnahme an Unterrichtskursen sozial-, wirtschafts- und staatspolitischer Art fort. 1914 heiratete er.
Nach dem Ersten Weltkrieg, in dem er von 1914 bis 1918 an der Westfront eingesetzt wurde, übernahm Wiedemeier das Amt des Sekretärs des Zentralverbandes christlicher Fabrik- und Transportarbeiter mit Amtssitz in Ulm. Diese Tätigkeit übte er bis zum Machtantritt der Nationalsozialisten 1933 aus. Seit 1928 fungierte Wiedemeier außerdem als Gauvorstand katholischer Arbeitervereine. Hinzu kamen verschiedene öffentliche Ehrenämter: so war Wiedemeier Mitglied des Ortsschulrates und des Spruchausschusses, des Weiteren Arbeitsrichter beim Arbeitsgericht in Ulm und Mitglied im Beisitzerausschuss.

## Politische Tätigkeit
Politisch betätigte Wiedemeier sich seit den 1920er Jahren in der katholisch geprägten Zentrumspartei. Nachdem er 1929 Mitglied der Ulmer Stadtverordnetenversammlung geworden war, zog er mit der Wahl vom September 1930 in den Reichstag ein, dem er bis zum November 1933 als Abgeordneter für den Wahlkreis 31 (Württemberg) angehören sollte. Als Abgeordneter stimmte Wiedemeier unter anderem für das von der Regierung Hitler eingebrachte Ermächtigungsgesetz vom 24. März 1933, das die juristische Grundlage für die Errichtung der NS-Diktatur bilden sollte.
Nach dem Zweiten Weltkrieg gründete Wiedemeier mit Genehmigung der amerikanischen Militärregierung von Süddeutschland die anfangs Christlich Soziale Union genannte Ortsgruppe der CDU in Ulm, der er lange Jahre als Vorsitzender vorstehen sollte. Für diese saß er von 1946 bis 1964 im Ulmer Gemeinderat. Er war Mitglied der Vorläufigen Volksvertretung, der Verfassunggebenden Landesversammlung und des Landtags von Württemberg-Baden. Von 1952 bis 1964 war er mit einer Unterbrechung von 1960 bis 1961 Mitglied des Landtags von Baden-Württemberg.
Im Alter und nach seinem Tod wurde Wiedemeier verschiedentlich geehrt: 1954 wurde ihm das Große Bundesverdienstkreuz verliehen, und die Stadt Ulm benannte eine Straße nach ihm. Bundeskanzler Ludwig Erhard, der seine Karriere im süddeutschen Raum begonnen und dort eng mit Wiedemeier zusammengearbeitet hatte, lobte Wiedemeier als den „allzeit getreuen Ekkehard, auf dessen Hingabe und Treue, aber auch reiche Erfahrung ich immer bauen konnte“. Berichten aus dem Jahr 2007 zufolge war eine Unachtsamkeit Wiedemeiers wahrscheinlich dafür verantwortlich, dass Erhard – obwohl „Kanzler der CDU“ – nie offiziell Mitglied der Partei wurde: demnach habe Erhard 1946 Wiedemeier gegenüber formlos seinen Eintritt in die Partei erklärt, der diesen auf einem Notizzettel festhielt. Da Wiedemeier die Eintrittsmitteilung nie zu den Parteiakten gab, sondern für sich behielt, sei die Mitgliedschaft nie offiziell gemacht worden. Da der Zettel nach Wiedemeiers Tods 1970 nicht mehr auffindbar gewesen sei, müsse der einzige (mögliche) Beweis für Erhards – sonst nirgendwo verzeichneten – Parteieintritt als verloren gelten.